# 野寺坊

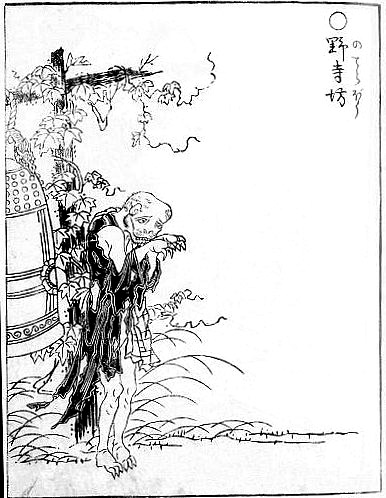
鳥山石燕『画図百鬼夜行』より「野寺坊」

野寺坊（のでらぼう）は、鳥山石燕の妖怪画集『画図百鬼夜行』にある日本の妖怪で、無人の荒れ寺に出る妖怪であるとされる。
『画図百鬼夜行』にはぼろぼろの袈裟を着た僧侶のような姿の妖怪が寺の鐘のそばに立った姿で描かれているが、石燕による解説が一切ないため、どのような性質をもつ妖怪を意図して描いたものかはよくわかっていない。
昭和以降の妖怪に関する書籍では、荒野の廃寺に現れる妖怪、または村人の布施が無くて廃寺に追い込まれた住職の怨みが妖怪に化けて夕暮れ時の廃寺に現れ、無人の寺で寂しく寺の鐘を鳴らすと解説されることが多い。

## 題材の考察
石燕が何を描いたものかが明確ではないことから、平成以降いくつかの仮説がみちびきだされており、まず第一に江戸時代の破戒僧を風刺した石燕による創作ではないかとの指摘がある。金銭や愛欲による執心で破戒した僧侶が妖怪となったすがたを描いた絵画や説話は、近世に類型も多く認められ、石燕と時代の近い版本にも例はみられる。
漫画家・水木しげるは自著の野寺坊の解説文に、子供のころ夕暮れの山中で寺もないのに鐘の音を耳にして、それを「野寺坊によるものだ」と教えられたが実際には山が入り組んでいるために音が反響し、山彦のような現象が起きたのだろうと記している。
また、埼玉県新座市に「野寺」という地名があり、ある男が村の住民を脅かすつもりで、近在で有名な鐘を盗み出したところ旅人が通りかかり、あわてて池の中に身を隠し、その拍子に鐘も紛失してしまったとある。この池は鐘ヶ渕（かねがふち）と呼ばれており、ある小僧が住職に頼まれた用事を放って子供たちと遊び、これでは和尚に合わせる顔がないと悲観して池に入水して以来、毎晩のように池から泣き声が聞こえるともいわれている。石燕はこの野寺という地名や鐘ヶ淵などをモチーフにして野寺坊という妖怪を描いたとの説も挙げられている。
しかし、石燕が何に基づいて野寺坊を描いたかについては『画図百鬼夜行』全体に取り上げられている妖怪の傾向および、絵画に示されている情報量も少なすぎることもあって、いずれも決め手となるような題材の証拠は乏しい。